# دانا برگر
دانا برگر (به عبری: דנה ברגר) زادهٔ ۱ نوامبر ۱۹۷۰ خواننده/ترانه‌سرای اسرائیلی است. برگر که در کنار حرفهٔ موسیقی‌اش در زمینهٔ بازیگری هم فعالیت می‌کند، در مدرسهٔ موسیقی جَز و معاصر Rimon تحصیل کرده‌است.
او در دههٔ ۱۹۹۰ و زمانی به شهرت رسید که در شوی تلویزیونی «Inyan Shel Zman» ظاهر شد. برگر پس از آن‌که مشهور شد به فعالیت جدی در زمینهٔ موسیقی روی‌آورد و تا به امروز ۶ آلبوم موسیقی منتشر کرده‌است. از موفق‌ترین آلبوم‌های او می‌توان از Ad Ha'Katze نام برد که در سال ۲۰۰۰ منتشر شد و در اسرائیل ۶۰٬۰۰۰ نسخه از آن به‌فروش رسید.

## آلبوم‌ها

### استودیویی
| نام آلبوم                           | سال انتشار |
| ۱. Gan Eden Ironi (به‌همراه Balagan) | ۱۹۹۲       |
| ۲. Dana Berger                      | ۱۹۹۴       |
| ۳. Pashoot Lehiot                   | ۱۹۹۹       |
| ۴. Ad Ha'Katze                      | ۲۰۰۰       |
| ۵. Toch Ke'Dei Tenuah               | ۲۰۰۳       |
| ۶. Yom Yom                          | ۲۰۰۶       |